# Cruziturricula arcuata
Cruziturricula arcuata é uma espécie de gastrópode do gênero Cruziturricula, pertencente à família Drilliidae.